# سيمون سبيلاك
سيمون سبيلاك (بالسلوفينية: Simon Špilak)‏ مواليد 23 يونيو 1986 في سلوفينيا، هو دراج سلوفيني في صنف سباق الدراجات على الطريق. شارك في دورة الألعاب الأولمبية الصيفية.

## سجل النتائج

### المراكز
- حقق المركز الـ 4 في باريس-نايس 2012
- حقق المركز الـ 8 في طواف روماندي 2012
- حقق المركز الـ 10 في طواف إقليم الباسك 2012
- حقق المركز الـ 2 في طواف روماندي 2013
- حقق المركز الـ 4 في طواف إقليم الباسك 2013
- حقق المركز الـ 6 في باريس-نايس 2013
- حقق المركز الـ 9 في طواف سويسرا 2013
- حقق المركز الـ 2 في طواف روماندي 2014
- حقق المركز الـ 4 في طواف إقليم الباسك 2014
- حقق المركز الـ 8 في باريس-نايس 2014
- حقق المركز الـ 2 في طواف روماندي 2015
- حقق المركز الـ 3 في باريس-نايس 2015

## سباقات أو مراحل فاز بها
| التاريخ       | السباق                                                     | المركز                      |
| ------------- | ---------------------------------------------------------- | --------------------------- |
| 01 يناير 2004 | 2004 UCI Road World Championships – Junior men's road race |                             |
| 12 مارس 2006  | بوريك تروفي 2006                                           | الفائز في التصنيف العام     |
| 18 أبريل 2007 | Côte picarde 2007                                          | الفائز في التصنيف العام     |
| 16 مارس 2008  | باريس-نايس 2008                                            | الرابع في تصنيف أفضل شاب    |
| 29 مارس 2008  | إي ثري هاريل بيك 2008                                      | المرتبة 17 في التصنيف العام |
| 06 أبريل 2008 | طواف فلاندرز 2008                                          | التاسع في التصنيف العام     |
| 01 يونيو 2008 | طواف إيطاليا 2008                                          | التاسع في تصنيف أفضل شاب    |
| 06 مارس 2010  | مونت باشي ستراد بينك 2010                                  | المرتبة 15 في التصنيف العام |
| 16 مارس 2010  | تيرينو ادرياتيكو 2010                                      | السادس في تصنيف أفضل شاب    |
| 02 مايو 2010  | طواف روماندي 2010                                          | الفائز في التصنيف العام     |
| 30 مايو 2010  | طواف بايرن 2010                                            |                             |
| 30 مارس 2013  | جائزة ميغيل إندوراين 2013                                  | الفائز في التصنيف العام     |
| 01 مايو 2013  | إشبورن-فرانكفورت 2013                                      | الفائز في التصنيف العام     |
| 01 يناير 2015 | طواف سويسرا 2015                                           | الفائز في التصنيف العام     |
| 18 يونيو 2017 | طواف سويسرا 2017                                           | الفائز في التصنيف العام     |

## روابط خارجية
- سيمون سبيلاك على موقع الاتحاد الدولي للدراجات (الإنجليزية)
- سيمون سبيلاك على موقع أرشيف الدراجات (الإنجليزية)
- سيمون سبيلاك على موقع إحصائيات الدراجات الإحترافية (الإنجليزية)
- سيمون سبيلاك على موقع نسبة الدراجات (الإنجليزية)
- سيمون سبيلاك على موقع CycleBase (الإنجليزية)
- سيمون سبيلاك على موقع أوليمبيديا (الإنجليزية)